# 벨라 부가르

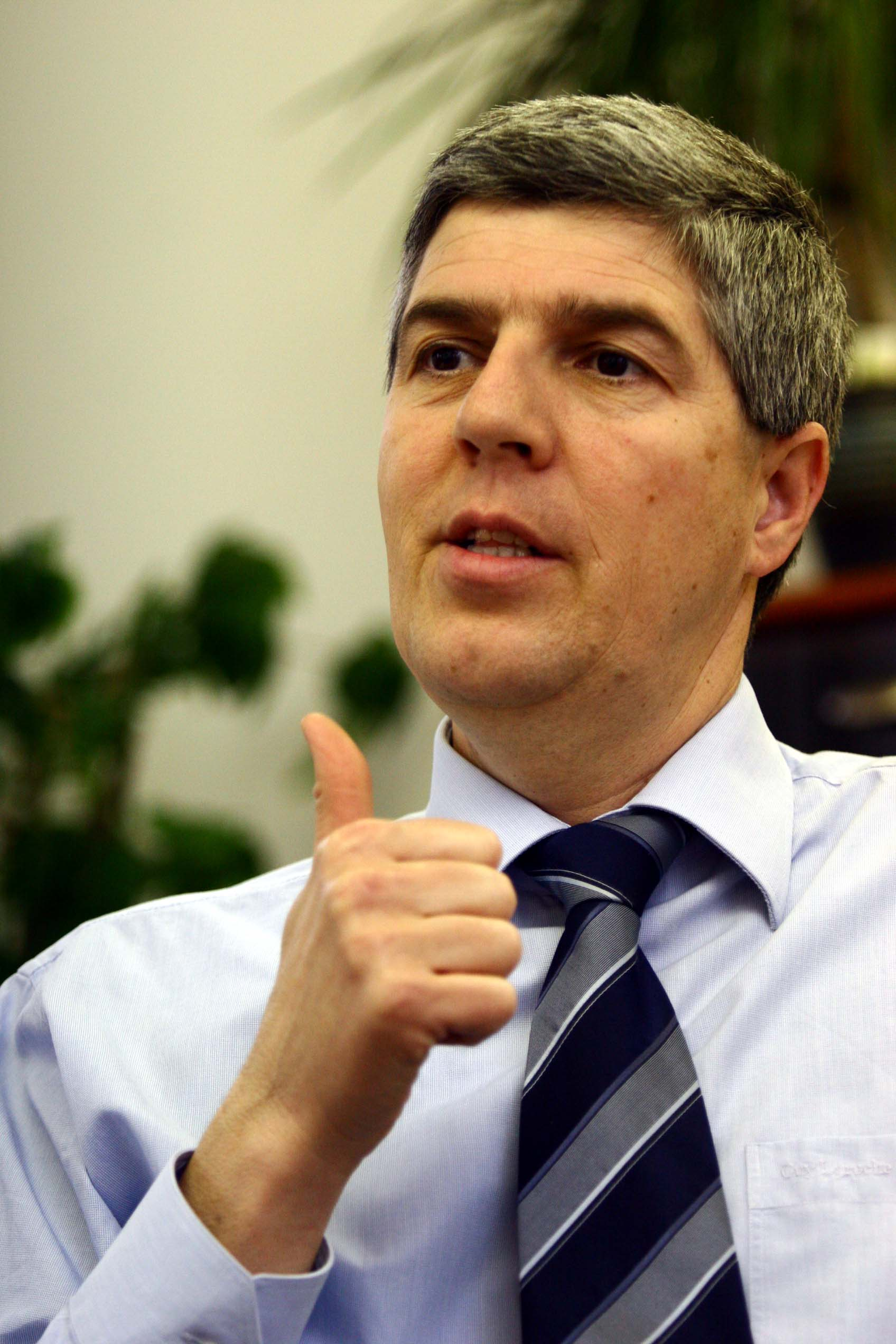

벨라 부가르(헝가리어: Béla Bugár, 1958년 7월 7일 ~ )는 슬로바키아의 헝가리계 정치인이다. 1992년부터 2020년까지 국회의원이었으며, 2006년 잠시 국회의장직을 대행하기도 했다. 모스트-히드의 전 대표였다.

## 생애와 경력
1998년부터 2007년까지 헝가리 공동체당의 대표직을 역임했으며, 이후 팔 차키에게 직을 넘기고 물러났다. 1998년 헝가리 공동체당 창당 이전에는 헝가리인 기독교민주운동의 대표였으며, 1992년부터 국회의원직을 역임한 바 있다. 2006년 2월 7일부터 7월 4일까지 국회의장직을 대행했고, 2010년 정계 은퇴를 선언했으나, 2009년 6월 30일 모스트-히드를 창당했다. 신당은 헝가리인의 이익을 대변하나, 슬로바키아인과의 협력 또한 강조한다.

## 역대 선거 결과
| 선거명      | 직책명              | 대수 | 정당        | 득표율 | 득표수   | 결과 | 당락 |
| ----------- | ------------------- | ---- | ----------- | ------ | -------- | ---- | ---- |
| 2019년 선거 | 슬로바키아의 대통령 | 5대  | 모스트-히드 | 3.11%  | 66,667표 | 6위  | 낙선 |